# Myslivna
Myslivna är ett berg i Tjeckien.   Det ligger i regionen Södra Böhmen, i den södra delen av landet, 160 km söder om huvudstaden Prag. Toppen på Myslivna är 1 044 meter över havet, eller 144 meter över den omgivande terrängen. Bredden vid basen är 5,4 km.
Terrängen runt Myslivna är kuperad åt nordväst, men åt sydost är den platt. Runt Myslivna är det ganska tätbefolkat, med 56 invånare per kvadratkilometer. Närmaste större samhälle är Kaplice, 18,3 km nordväst om Myslivna. I omgivningarna runt Myslivna växer i huvudsak barrskog.